# La Pobla de Fontova

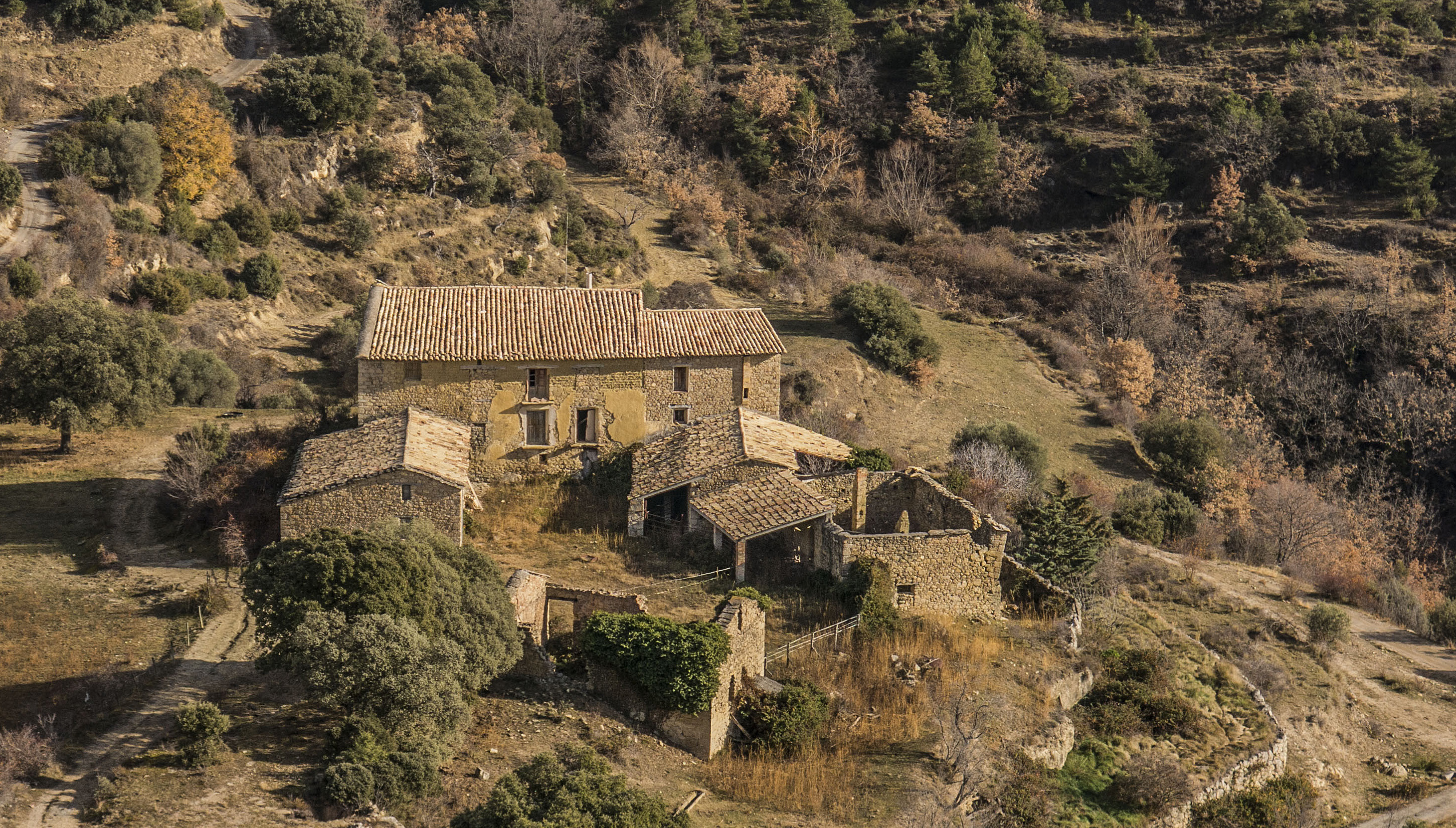
Casa de camp de Fontova

La Pobla de Fontova (La Puebla de Fantova, en castellà) és una vila del municipi de Graus, a la comarca la Ribagorça, a l'Aragó, situat a una vall prop de Ballestar i es troba a 700 metres sobre el nivell del mar.
Abans del 1960 formava un municipi propi amb els llogarets de Fontova i Centenera. Actualment té 153 habitants (cens del 2009).
Al seu terme es troba el castell de Fontova, construït al segle x.